# Herbie Hancock

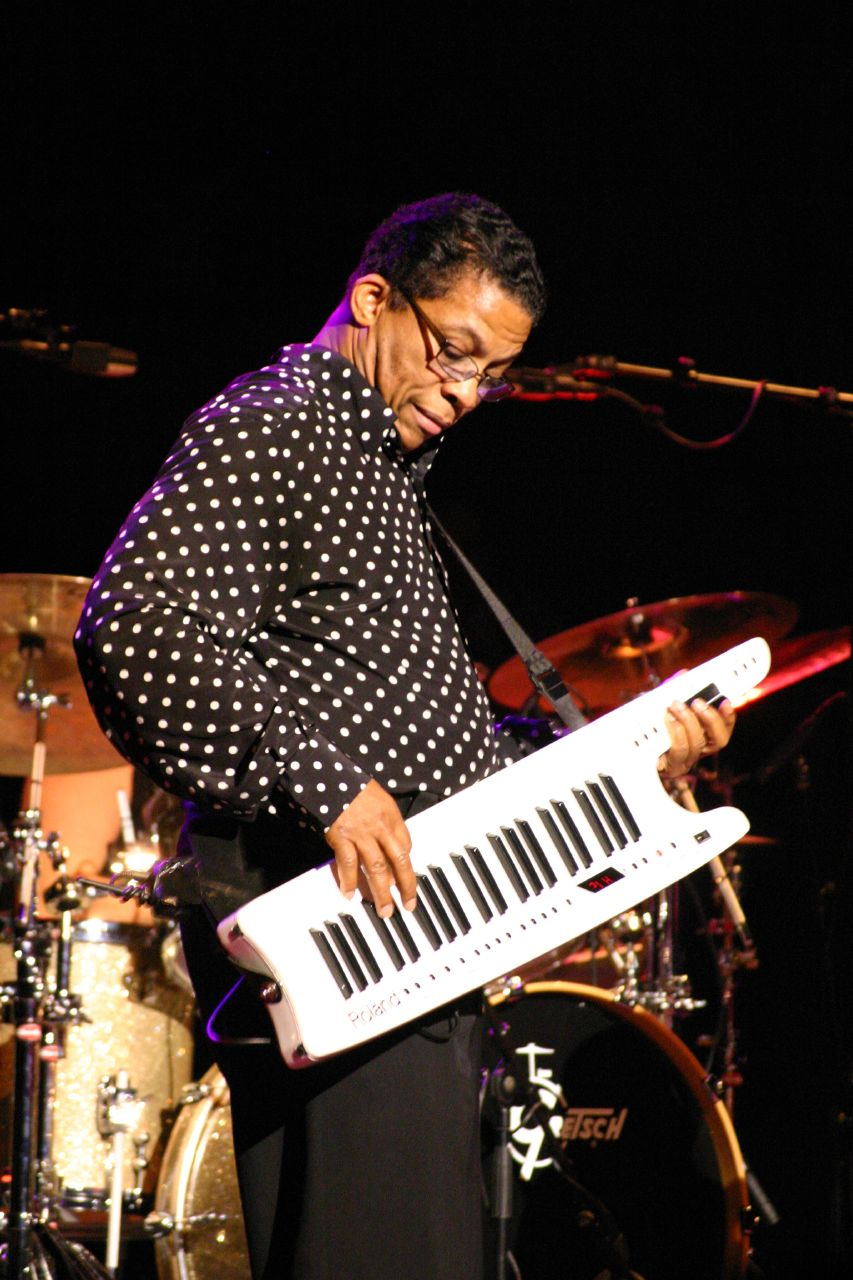
Herbie Hancock i december 2006.

Herbert Jeffrey "Herbie" Hancock, född 12 april 1940 i Chicago, Illinois, är en amerikansk jazzmusiker, pianist och kompositör. Han var bland annat medlem i Miles Davis Quintet. Bland de utmärkelser han mottagit finns tio Grammys och en Oscar, för soundtracket till filmen Round Midnight, samt Polarpriset. 

## Biografi
Hancock började spela piano redan som barn. Han kom in i jazzens värld under sina ungdomsår, influerad av Oscar Peterson och Bill Evans. Sedermera blev Hancock en tongivande artist för modern jazz, och banade väg för bland annat jazz-funken under 1970-talet, mycket i och med skivan Head Hunters från 1973, där han spelar med sin grupp The Headhunters. Bland senare framgångar kan nämnas Future Shock från 1983. Skivan experimenterar frikostigt med elektroniska instrument och innehåller den klassiska 1980-talslåten "Rockit".
Hans låt Cantaloupe Island (1964) samplades av bandet Us3 i deras storsäljande låt Cantaloop (1993).

## Diskografi
- 1962 – Takin' Off
- 1963 – My Point of View
- 1963 – Inventions and Dimensions
- 1964 – Empyrean Isles
- 1965 – Maiden Voyage
- 1966 – Blow-up (soundtracket till filmen Blow-up från samma år)
- 1968 – Speak Like a Child
- 1969 – The Prisoner
- 1969 – Fat Albert Rotunda
- 1971 – Mwandishi
- 1972 – Crossings
- 1973 – Sextant
- 1973 – Head Hunters (banbrytande album med bland annat Chameleon och Watermelon Man)
- 1974 – Thrust
- 1974 – Dedication
- 1974 – Death Wish
- 1975 – Man-Child
- 1975 – Flood
- 1976 – Secrets
- 1977 – V.S.O.P.: The Quintet
- 1977 – Third Plane (med Ron Carter och Tony Williams)
- 1977 – The Herbie Hancock Trio (med Ron Carter och Tony Williams)
- 1978 – Sunlight
- 1978 – An Evening with Herbie Hancock & Chick Corea: In Concert
- 1979 – CoreaHancock (med Chick Corea)
- 1979 – Directstep
- 1979 – Feets, Don't Fail Me Now
- 1979 – The Piano
- 1980 – Monster
- 1980 – Mr. Hands
- 1981 – Magic Windows
- 1982 – Lite Me Up
- 1982 – Herbie Hancock Trio (med Ron Carter och Tony Williams)
- 1982 – Quartet
- 1983 – Future Shock
- 1984 – Sound-System
- 1985 – Village Life (med Foday Musa Suso)
- 1986 – 'Round Midnight (soundtracket till filmen med samma namn)
- 1987 – Jazz Africa (med Foday Musa Suso)
- 1988 – Perfect Machine
- 1994 – A Tribute to Miles (med Wayne Shorter, Tony Williams, Ron Carter och Wallace Roney)
- 1994 – Dis Is Da Drum
- 1996 – The New Standard
- 1997 – 1+1 (med Wayne Shorter)
- 1998 – Gershwin's World
- 2001 – Future 2 Future
- 2002 – Directions in Music: Live at Massey Hall (med Roy Hargrove och Michael Brecker)
- 2005 – Possibilities
- 2007 – River: The Joni Letters
- 2010 – The Imagine Project

## Filmografi (urval)
- 1974 – Death Wish - våldets fiende nr 1
- 1988 – Colors

## Utmärkelser
- Grammy Award för bästa instrumentala R&B-framträdande,  1983
- MTV Video Music Award för mest experimentella video,  1984
- Grammy Award för bästa instrumentala R&B-framträdande, för Sound-System,  1984
- MTV Video Music Award för bästa konceptvideo,  1984
- MTV Video Music Award för bästa redigering,  1984
- MTV Video Music Award för bästa scenografi,  1984
- MTV Video Music Award för bästa specialeffekter,  1984
- Oscar för bästa filmmusik, för Kring midnatt,  1986
- Césarpris för bästa musik skriven för en film, för Kring midnatt,  1987
- Grammy Award för bästa instrumentalkomposition,  1987
- Grammy Award för bästa instrumentala jazzalbum, för A Tribute to Miles,  1994
- Stjärna på Hollywood Walk of Fame,  8 september 1994[3]
- Grammy Award för bästa instrumentalkomposition,  1996
- Soul Train Music Award för bästa jazzalbum, för The New Standard,  1997
- Grammy Hall of Fame Award, för Maiden Voyage,  1998
- Grammy Award för bästa arrangemang,  1998
- Grammy Award för bästa instrumentala jazzalbum, för Gershwin's World,  1998
- Soul Train Music Award för bästa jazzalbum, för Gershwin's World,  1999
- Grammy Award för bästa instrumentala jazzalbum, för Directions in Music: Live at Massey Hall,  2002
- Grammy Award för bästa improviserade jazzsolo,  2002
- NEA Jazz Masters,  2004[4]
- Grammy Award för bästa improviserade jazzsolo,  2004
- Grammy Award för årets album, för River: The Joni Letters,  2007
- Grammy Award för bästa samtida jazzalbum, för River: The Joni Letters,  2007
- Grammy Hall of Fame Award, för Head Hunters,  2008
- Library of Congress Living Legend[5]
- Grammy Award för bästa improviserade jazzsolo,  2010
- Grammy Award för bästa popsamarbete med sång,  2010
- Kennedy Center Honors,  2013

[Redigera Wikidata]